# Metildopa
Il metildopa è un agonista α-2 adrenergico che agisce centralmente e viene utilizzato per il trattamento dell'ipertensione da solo o in combinazione con l'idroclorotiazide, e per il trattamento delle crisi ipertensive.
È un analogo della DOPA (3,4-idrossifenilalanina) e un profarmaco, il che significa che deve essere convertito in un metabolita attivo per avere effetti terapeutici. Methyldopa agisce legandosi ai recettori α(α)-2 adrenergici come agonista, portando all'inibizione dell'efflusso neuronale adrenergico e alla riduzione dei segnali adrenergici vasocostrittori. Methyldopa esiste in due isomeri, D-α-metildopa e L-α-metildopa, che è la forma attiva.
Il metildopa è stato introdotto per la prima volta nel 1960 come agente antipertensivo. È stato inizialmente considerato utile in determinate popolazioni di pazienti, come le donne in gravidanza e i pazienti con insufficienza renale. Tuttavia, è stato successivamente sostituito da farmaci antipertensivi più recenti e meglio tollerati. Il metildopa è ancora usato come monoterapia o in combinazione con altri farmaci, come l'idroclorotiazide. È anche disponibile come iniezione endovenosa, che viene usata per gestire l'ipertensione quando la terapia orale non è possibile e per trattare la crisi ipertensiva.

## Farmacologia

### Indicazione d'uso
È indicato per il trattamento dell'ipertensione come monoterapia o in combinazione con idroclorotiazide. La metildopa iniettabile è usata per il trattamento delle crisi ipertensive.

### Farmacodinamica
Gli effetti antipertensivi della metildopa sono per lo più mediati dal suo metabolita farmacologicamente attivo, l'α-metilnoradrenalina, che agisce come un agonista sui recettori α-adrenergici inibitori centrali. La stimolazione dei recettori α-adrenergici porta a una diminuzione del tono simpatico periferico e a una riduzione della pressione arteriosa. La metildopa provoca una riduzione netta della concentrazione tissutale di serotonina, dopamina, noradrenalina ed epinefrina. In generale, la metildopa abbassa sia la pressione sanguigna in piedi che, in particolare, la pressione sanguigna supina, con ipotensione posturale sintomatica infrequente. La metildopa riduce anche l'attività plasmatica della renina, ma ha effetti trascurabili sulla velocità di filtrazione glomerulare, sul flusso sanguigno renale o sulla frazione di filtrazione. Non ha inoltre alcun effetto diretto sulla funzione cardiaca, ma in alcuni pazienti può verificarsi una riduzione della frequenza cardiaca.
Dopo l'assunzione orale, gli effetti ipotensivi si osservano entro 12-24 ore nella maggior parte dei pazienti e la riduzione massima della pressione sanguigna si verifica in 4-6 ore. La pressione sanguigna torna ai livelli pre-trattamento entro 24-48 ore dalla sospensione del farmaco. Dopo la somministrazione endovenosa, gli effetti ipotensivi della metildopa durano circa 10-16 ore.

### Meccanismo d'azione
Il meccanismo esatto della metildopa non è completamente chiarito; tuttavia, i principali meccanismi della metildopa coinvolgono le sue azioni sui recettori α-adrenergici e l'enzima aromatico L-aminoacid decarbossilasi, in misura minore.
L'efflusso simpatico è regolato dai recettori α2 adrenergici e dai recettori imidazolici espressi sui neuroni adrenergici all'interno della regione ventrolaterale rostrale del midollo. La metildopa viene metabolizzata in α-metilnoradrenalina attraverso l'attività della beta-idrossilasi della dopamina e, di conseguenza, in α-metilepinefrina attraverso l'attività della N-metiltransferasi della feniletanolamina.
I metaboliti attivi α-metilnoradrenalina e α-metilepinefrina, che mediano gli effetti terapeutici della metildopa, sono agonisti dei recettori α2 adrenergici presinaptici nel tronco encefalico. La stimolazione dei recettori α2 adrenergici provoca l'inibizione dell'efflusso neuronale adrenergico e l'attenuazione del rilascio di noradrenalina nel tronco encefalico. Di conseguenza, l'output di segnali adrenergici vasocostrittori al sistema nervoso simpatico periferico è ridotto, portando a una riduzione della pressione sanguigna.
L'isomero L dell'α-metildopa riduce anche la pressione sanguigna inibendo l'enzima aromatico L-aminoacid decarbossilasi, noto anche come DOPA decarbossilasi, che è un enzima responsabile della sintesi di dopamina e serotonina. L'inibizione di questo enzima porta all'esaurimento di amine biogene come la noradrenalina. Tuttavia, l'inibizione dell'enzima aromatico L-aminoacid decarbossilasi gioca un ruolo minimo nell'effetto ipotensivo della metildopa.

### Assorbimento
La metildopa viene assorbita in modo incompleto dal tratto gastrointestinale dopo la somministrazione orale. Nei soggetti sani, l'isomero D inattivo è meno facilmente assorbito dell'isomero L attivo. La biodisponibilità media della metildopa è del 25%, con un range da 8 a 62%. Dopo la somministrazione orale, circa il 50% della dose viene assorbito e la Tmax è di circa tre-sei ore.

#### Volume di distribuzione
Il volume di distribuzione apparente è compreso tra 0,19 e 0,32 L/kg e il volume di distribuzione totale è compreso tra 0,41 e 0,72 L/kg. Poiché la metildopa è lipofila,4 attraversa la barriera placentare, compare nel sangue del cordone ombelicale e compare nel latte materno.

#### Legame proteico
La metildopa è legata alle proteine plasmatiche per meno del 15% e il suo principale metabolita, il metabolita O-solfatato, è legato alle proteine per circa il 50%. Dopo la somministrazione endovenosa, circa il 17% della dose nei soggetti normali circolava nel plasma come metildopa libera.

### Metabolismo
I due isomeri della metildopa subiscono diversi percorsi metabolici. La L-α-metildopa è trasformata nel suo metabolita farmacologicamente attivo, l'α-metilnorepinefrina. La metildopa viene ampiamente metabolizzata nel fegato per formare il principale metabolita circolante nel plasma, l'alfa (α)-metildopa mono-O-solfatato. I suoi altri metaboliti includono anche 3-O-metil-α-metildopa; 3,4-diidrossifenilacetone; α-metildopamina; e 3-O-metil-α-metildopamina. Questi metaboliti vengono ulteriormente coniugati nel fegato per formare i sali di solfato.11 Dopo la somministrazione endovenosa, i metaboliti più prominenti sono l'α-metildopamina e il glucuronide del diidrossifenilacetone, insieme ad altri metaboliti non caratterizzati.5
La D-α-metildopa, che è l'isomero inattivo della metildopa, viene anche metabolizzata in 3-O-metil-α-metildopa e 3,4-diidrossifenilacetone in misura minima; tuttavia, non si formano amine (α-metildopamina e 3-O-metil-α-metildopamina).

#### Via di eliminazione
Circa il 70% della metildopa assorbita viene escreta nelle urine come farmaco originario non modificato (24%) e mono-O-solfatato di α-metildopa (64%), con una certa variabilità. Il 3-O-metil-α-metildopa rappresenta circa il 4% dei prodotti di escrezione urinaria. Altri metaboliti come 3,4-diidrossifenilacetale, α-metildopamina e 3-O-metil-α-metildopamina vengono anche escreti nelle urine.
Il farmaco non assorbito viene escreto nelle feci come il composto originario non modificato. Dopo dosi orali, l'escrezione è sostanzialmente completa in 36 ore.
A causa dell'escrezione attenuata nei pazienti con insufficienza renale, può verificarsi l'accumulo del farmaco e dei suoi metaboliti, che potrebbe portare a effetti ipotensivi più profondi e prolungati in questi pazienti.

#### Emivita
L'emivita plasmatica della metildopa è di 105 minuti. Dopo l'iniezione endovenosa, l'emivita plasmatica della metildopa varia da 90 a 127 minuti.

#### Clearance
La clearance renale è di circa 130 mL/min in soggetti normali e diminuisce nei pazienti con insufficienza renale.

### Tossicità
La dose tossica minima pubblicata per via orale è di 44 g/kg/3 anni (intermittente) in una femmina. La dose letale media orale (LD50) è di 5000 mg/kg nei ratti e di 5300 mg/kg nei topi. La dose letale media intraperitoneale (LD50) è di 300 mg/kg nei ratti e di 150 mg/kg nei topi.
Il sovradosaggio acuto è caratterizzato da ipotensione acuta e da altri sintomi attribuiti al cervello e alla disfunzione gastrointestinale, come sedazione eccessiva, debolezza, bradicardia, vertigini, capogiri, costipazione, distensione, flatulenza, diarrea, nausea e vomito. In caso di sovradosaggio di metildopa, devono essere avviate misure sintomatiche e di supporto. Il sovradosaggio a seguito di ingestione orale recente può essere gestito con lavaggio gastrico o vomito, nonché con infusioni per limitare l'ulteriore assorbimento del farmaco. La frequenza cardiaca e la gittata cardiaca, il volume del sangue, l'equilibrio elettrolitico, l'ileo paralitico, la funzione renale e l'attività cerebrale devono essere monitorati attentamente. L'uso di farmaci simpaticomimtici come la levarterenol, l'adrenalina e il bitartrato di metaraminol, o la dialisi, può essere preso in considerazione.